# День сяючої зірки
День сяючої зірки (кор. 광명성절) — публічний вихідний день в Північній Кореї, що припадає на 16 лютого, день народження другого лідера, Кім Чен Іра. Разом із Днем Сонця, днем народження його батька Кім Ір Сена, цей день вважаються найважливішими загальнодержавним святом в країні.
Кім Чен Ір народився в 1941 році в СРСР, хоча північнокорейська пропаганда наполягає на даті 16 лютого 1942 року та місці народження на горі Пекту в Кореї. Його день народження став офіційним святом в 1982 році, коли він почав свою роботу в Політбюро трудової партії Кореї. Протягом свого життя, він тримався подалі від публіки під час свого дня народження. У 2012 році після його смерті, свято було перейменовано в День сяючої зірки.
Найзахоплюючі урочистості проходять у столиці, місті Пхеньян, і включають в себе масові гімнастичні вистави, музичні вистави, феєрверки, військові демонстрації та масові танцювальні вечори. У Північній Кореї на День сяючої зірки люди отримують більше продовольства та електрики, ніж зазвичай.

## Передісторія

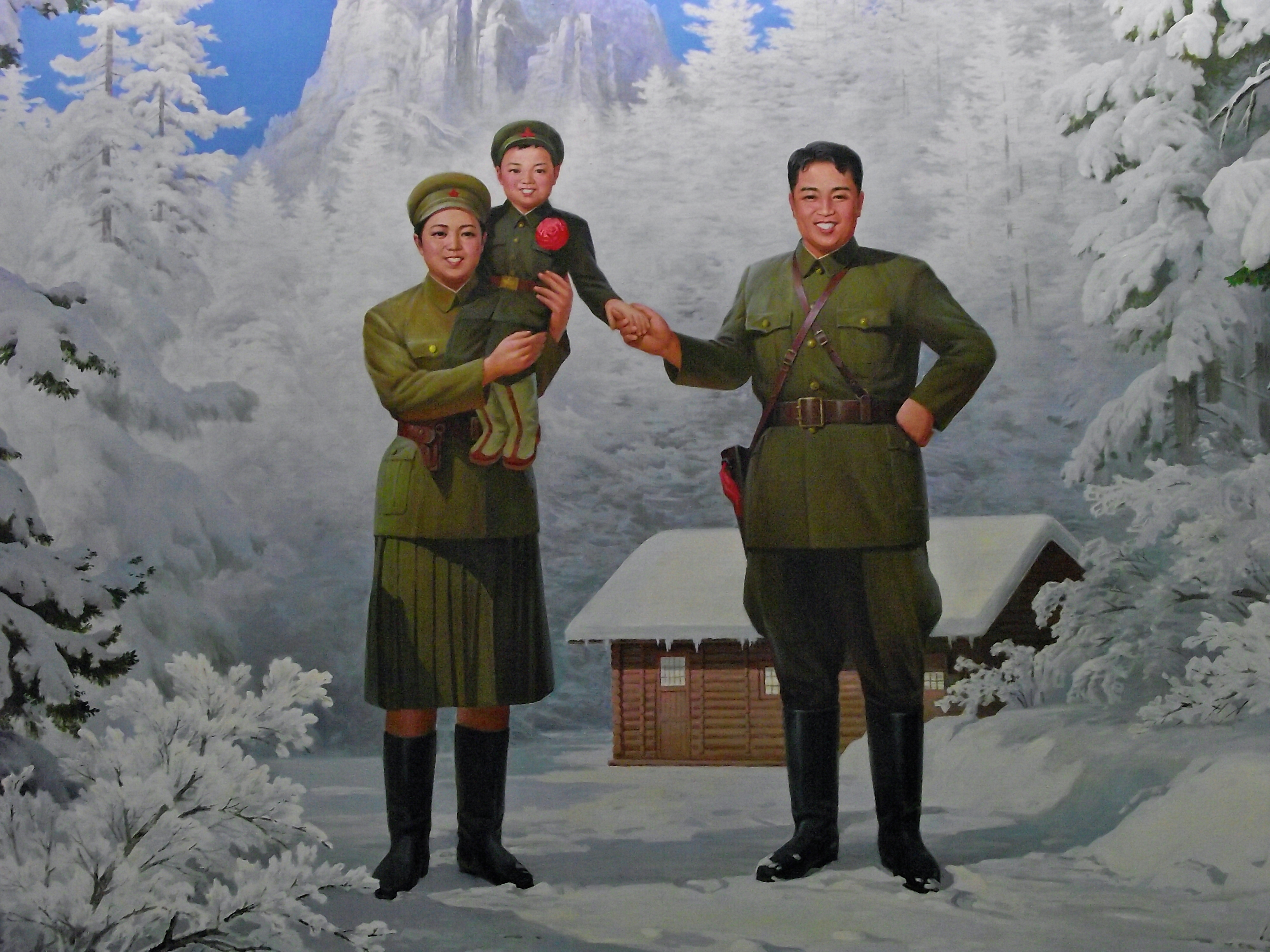
За даними північнокорейської пропаганди, Кім Чен Ір народився в таємному таборі на горі Пекту в 16 лютого 1942 року.

Кім Чен Ір народився в лютому 1941 року у батьків Кім Ір Сена і Кім Чен Сук в сибірському регіоні, Російської Федеративної Республіки Радянського Союзу, де його батько був у вигнанні через його партизанську діяльність. Тим не менше, північнокорейська пропаганда вказує на дату народження Кім Чен Іра 16 лютого 1942 року, змінює місце народження на гору Пекту в Кореї — міфічне місце походження корейського народу, куди Кім Ір Сен, нібито, втік в Партизанський табір. В дійсності, партизани базувалися в Маньчжурії в той час і Кім Ір Сен сам був на радянському Далекому Сході до і після народження Кім Чен Іра.
У північнокорейській пропаганді, Кім Чен Ір часто асоціюється з образом зірки. Він найчастіше згадується як «яскрава зірка», або «сяюча зірка» (кор. 광명성). Згідно з легендою, яскрава зірка з'явилась на небі в ніч, коли він народився, і партизани вирізьбили написи на деревах, проголошуючи: «Три сяючі герої в Кореї з духом гори Пекту: Кім Ір сен, Кім Чен Сук і Кванменсон („яскрава зірка“)» і «О! Кореє! Зірка Пекту народилася!».

## Історія
День народження Кім Чен Іра відзначається з 1976 року, але він став національним святом тільки в 1982 році, за два дні після того, як він став членом Політбюро ЦК трудової партії Кореї. Коли він зійшов до керівництва країни, його день народження був відзначений як «Весна людства» у північно-корейському календарі. Протягом свого життя Кім Чен Ір ухилявся від публічних заходів під час його дня народження. Ювілей отримав свою нинішню назву в 2012 році, через рік після його смерті, коли Політбюро ЦК КПРС оголосило про те, що: «16 лютого, найзнаменніше свято нації, коли великий вождь товариш Кім Чен Ір народився, буде відзначене як День сяючої зірки». Як шанування цього дня, було відкрито кінну статую Кім Чен Іра і Кім Ір Сена.
12 лютого 2013 року Північна Корея провела своє третє ядерне випробування за кілька днів до Дня сяючої зірки, в честь цього дня.

## Свято

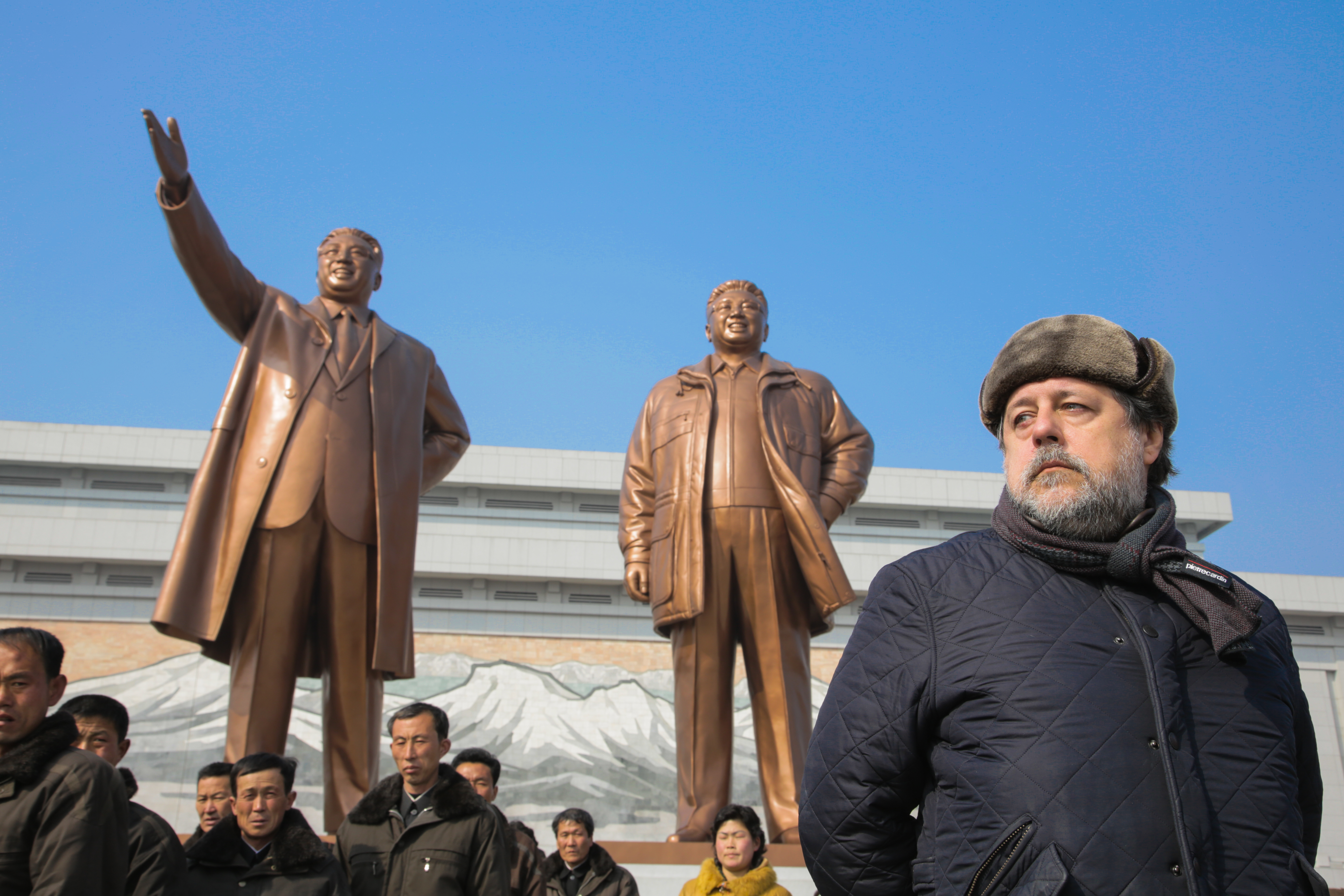
Режисер Віталій Манський біля Великого пам'ятника на горі Мансу біля дати святкування Дня сяючої зірки

Свято починається 16 лютого і триває два дні. Свята відзначаються по всій країні, у столиці, Пхеньяні, проводяться святкові події, такі як масові гімнастичні вправи, музичні вистави, феєрверки, військові демонстрації, і масові танцювальні вечори. Гуляючі вишиковуються з прапорами і транспарантами. Мільйони людей відвідують Кімсусанський Палац Сонця, де лежать тіла Кім Ір Сена і Кім Чен Іра. В ці дні проходить також виставка орхідей Кімченірій — орхідеї, названої на честь Кім Чен Іра, цвітіння якої вигоняється на дати Дня сяючої зірки. За межами Пхеньяну, вшановування не є настільки урочистими. Північно-корейський уряд нерідко виділяє більше їжі і електроенергі для людей на день сяючою зірки, ніж зазвичай. Діти отримують цукерки, і це один з небагатьох випадків, за якими нові члени приймаються в корейський Дитячий Союз. Документальний фільм-хроніка Віталія Манського «У променях сонця» висвітлює подібну церемонію в День сяючою зірки. Двомісячний період між Днем сяючої зірки і Днем Сонця називається фестивалем вірності і гуляння відбуваються повсюдно.